# Illa del Rei Guillem
L'illa del Rei Guillem (en anglès King William Island; anteriorment Terra del Rei Guillem, en inuit Qikiqtaq) és una de les illes de l'Arxipèlag Àrtic Canadenc pertanyent al territori de Nunavut.

## Geografia
L'illa està situada al davant de la costa continental canadenca. A l'est està separada de la península de Boothia pels estrets de James Ross i Rae. A l'oest l'estret de Victòria la separa de l'illa Victòria. Al sud, l'estret de Simpson la separa de la península d'Adelaida, i al sud-oest es troba el golf de la Reina Maud.
Amb una superfície de 13.111 km² és la 15a del Canadà i la 60a més gran del món. La seva població, el 2006, era de 1.064 habitants, concentrats tots ells en l'única població de l'illa, Gjoa Haven o Uqsuqtuuq.
L'illa és coneguda per les seves nombroses poblacions de caribús que hi passen l'estiu, abans de desplaçar-se cap al sud caminant sobre la banquisa durant la tardor.

## Història
Des d'antic l'illa ha estat ocupada o freqüentada pels inuits. Fou descoberta pels europeus durant les expedicions per trobar el Pas del Nord-oest. El primer occidental que s'endinsà en les seves terres va ser, en la seva segona segona expedició a l'àrtic (1829-1833), l'explorador escocès John Ross. El 1830, estant el seu vaixell HMS Victory atrapat pel gel al golf de Boothia, alguns membres de la tripulació, entre ells el seu nebot, James Clark Ross van creuar els canals gelats i van reconèixer l'illa, a la qual van batejar com a «Terra del rei Guillem» (King William Land), ja que van pensar que era una península, en honor del rei britànic Guillem IV. Ross va nomenar molts dels canals, illes i accidents geogràfics de la zona, amb noms dels seus vaixells, membres de la seva tripulació i personatges rellevants de l'època, com les illes Tennent, en honor de James Emerson Tennent, (1804-1969), polític irlandès, viatger i membre de la Royal Society.
Altres expedicions àrtiques, mentre buscaven el Pas del Nord-oest, van passar prop de l'illa. Els vaixells de l'expedició perduda de John Franklin, el HMS Erebus i el HMS Terror, haurien encallat el 1846 en el gel marí en algun lloc al nord-oest de l'illa. Després que els vaixells fossin abandonats, la major part de la tripulació va morir gradualment de la fam. Dos dels homes de Franklin estan enterrats en punta Hall, a la costa sud de l'illa.
Molts altres exploradors polars, a la recerca del cobejat Pas del Nord-oest, han hivernat a l'illa del Rei Guillem, com ara John Franklin o Roald Amundsen, que va viure 22 mesos al port d'Uqsuqtuuq, anomenat Gjoa Haven en honor del vaixell explorador d'Amundsen, el Gjøa.
El 1903, l'explorador Roald Amundsen, buscant també el Pas del Nord-oest, va navegar a través de les aigües de l'estret de James Ross i es va aturar en un port natural a la costa sud de l'illa, Gjoa Haven. No podent continuar a causa del gel marí, va passar allà els hiverns de 1903-04 i 1904-05 i va aprendre les habilitats dels Netsilik, els inuits locals, que més tard li serien molt valuoses en la seva expedició al pol Sud. Va utilitzar el seu vaixell Gjøa com a base per exploracions l'estiu de 1904, i va creuar la península de Boothia en trineu per viatjar al pol nord magnètic. Amundsen finalment deixà l'illa, després de 22 mesos, l'agost de 1905. El port on vivia, Gjoa Haven, és ara l'únic assentament de l'illa.